# Régis Pacheco
Luís Régis Pacheco Pereira (Salvador, 25 de novembro de 1895 - Salvador, 17 de julho de 1987) mais conhecido como Régis Pacheco foi um médico e político brasileiro.

## Biografia
Régis Pacheco formou-se em medicina em 1919. Trabalhou como auxiliar no serviço de profilaxia da febre amarela e varíola, foi interno no Hospital Santa Isabel e professor de Histologia, na Faculdade de Medicina da Bahia.
De 1923 a 1937 permaneceu na oposição no estado, num grupamento chamado "Reação Republicana", depois "Autonomista" - tendo sido preso em 1932 por ser simpatizante dos constitucionalistas paulistas.
Em 1937, porém, foi nomeado pelo interventor getulista Renato Pinto Aleixo para ser prefeito da cidade baiana de Vitória da Conquista, cargo que ocupou de 1° de junho de 1938 até 29 de abril de 1946.
Fundador, junto a Waldir Pires e outros, da secção baiana do PSD, foi por esta agremiação deputado federal constituinte em 1946, elegendo-se ainda para outras legislaturas.

## Governo da Bahia
Assumiu a 31 de janeiro de 1951. Teve como principal realização de seu governo a construção da Hidrelétrica do Funil.
Curioso e engraçado episódio é narrado pelo cronista político Sebastião Nery, sobre fato ocorrido em seu governo:
"Jornalista, poeta, pintor, deputado federal classista da Bahia de 1935 a 37, constituinte estadual pelo PTB em 47 e deputado até 55, senador também pelo PTB de 55 a 63, presidente do Tribunal Superior do Trabalho, Lima Teixeira era presidente da Assembléia e substituto do governador Regis Pacheco, porque o Estado não tinha vice-governador.
Regis Pacheco viajou para o Rio, Lima Teixeira não esperou um minuto. Foi para o palácio Rio Branco e assumiu o governo. No dia seguinte, bem cedo, o governador voltou, Lima Teixeira saiu do palácio, foi para a Assembléia, direto para a tribuna, e começou um discurso assim: "No meu governo"…"